# Terje Søviknes
Terje Søviknes, född 28 februari 1969 i Os i Hordaland, är en norsk politiker inom Fremskrittspartiet. Från den 5 maj 2019 är han partiets andra vice ordförande. Från 18 december 2019 till 24 januari 2020 var han minister för äldre och folkhälsa i Departementet för hälsa och omsorg i Erna Solbergs regering. Han var olje- och energiminister från 2016 till 2018.
Søviknes var ordförande i Os kommun från 1999 till 2016 och från 2018 till 2019. 